# 石溪站 (广州)
石溪站是广佛地铁的車站，位於中國广东省广州市海珠区工業大道南新業路口西側的地底。车站于2018年12月28日随广佛地铁燕崗至瀝滘段开通而启用。

## 車站結構

### 車站樓層
本站共有兩層。地面為工業大道南、新業路、永翠路，金碧花園、鳴翠花園等住宅小區及其它建築；地下一層為站廳；地下二層為廣佛地鐵月台。
| 地下一层 | 站廳                       | 售票機、客服中心、商店、警务室、安检设施 |  |  |
| 地下二层 | 2 站台                     | █广佛线 新城東方向（下站：燕岗）         |  |  |
|          | 岛式站台（卫生间、母婴室） |                                          |  |  |
|          | 1 站台                     | █广佛线 沥滘方向（下站：南洲）           |  |  |

### 站厅

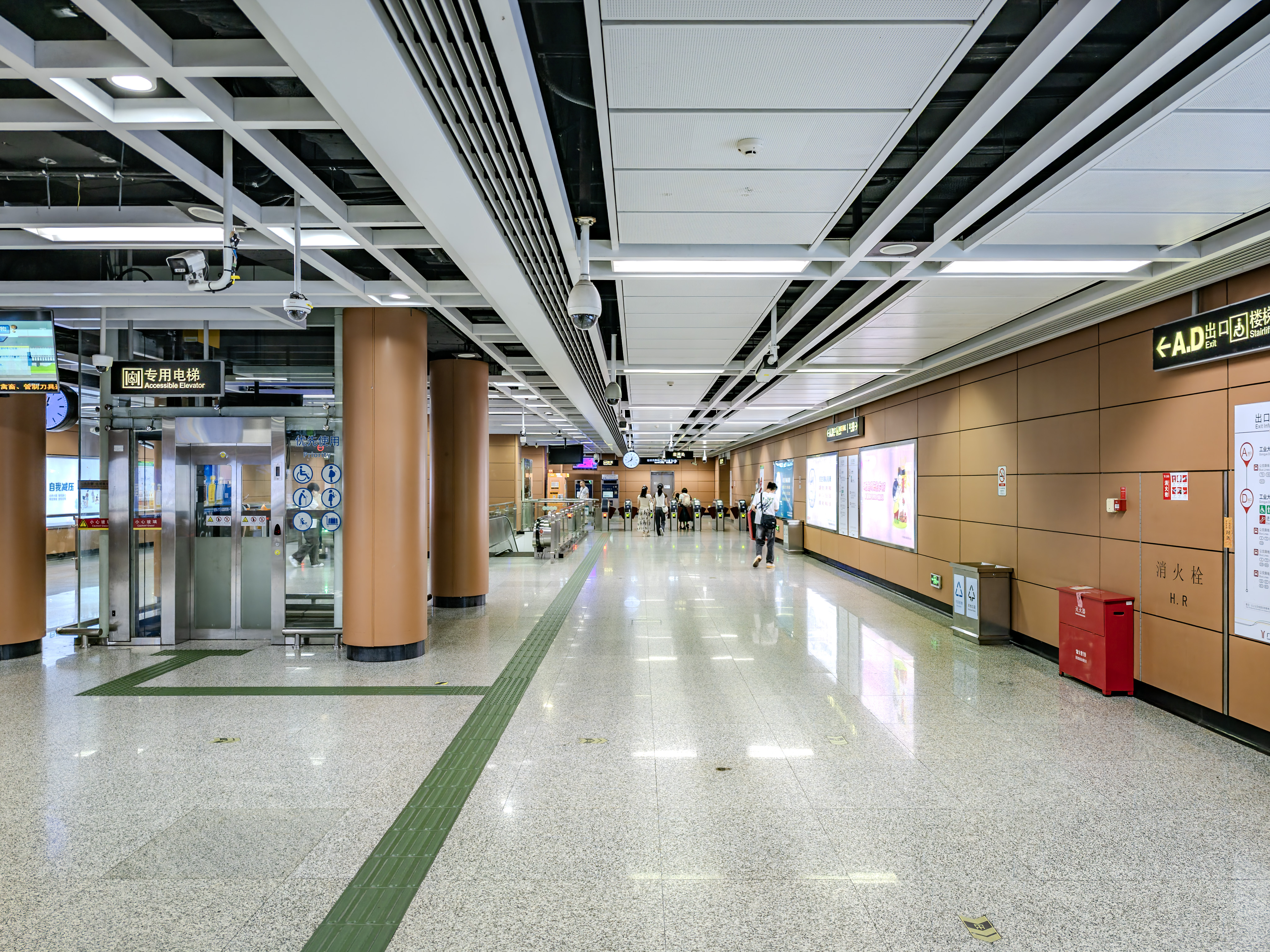
站厅层

石溪站站厅北侧被划分为付费区，内有三台扶手电梯、一台专用电梯以及一条楼梯供乘客前往月台层。付费区内亦设有便利店、自助照相机、自助售卡/充值机等服务设施。

### 月台
本站設有一個島式月台，位於工業大道南地底。
另外，本站的卫生间设于月台新城东方向的一端，母婴室则设于月台往沥滘方向的一端。

1号月台全景图

### 出入口
石溪站共设有3个出入口。车站开通时设置B、D两个出入口，2020年1月16日开通A出入口。
|                                                     |                                                           |      |            |                                                       |
| 編號                                                | 设施                                                      | 照片 | 出口指示   | 建議前往的目的地                                      |
| A                                                   |                                                           |      | 工业大道南 | 新滘西路口公交車站（東行②）                           |
| B                                                   | 盲道标志 · 无障碍通道标志 · 扶手电梯标志                  |      | 工业大道南 | 金碧花園公交车站（東行）                              |
| D                                                   | 盲道标志 · 轮椅升降台标志 · 无障碍通道标志 · 扶手电梯标志 |      | 工业大道南 | 金碧花園公交车站（西行）、新滘西路口公交車站（西行①） |
| 註： 設有 \| 設有 \| 設有輪椅升降台 \| 設有扶手電梯 |                                                           |      |            |                                                       |

## 接驳交通
石溪站旁的工业大道设有金碧花园、新滘西路口公交车站。
另外，本站距离10号线的工业大道南站相距约200米，惟兩者並非正式换乘站。若在兩站之間轉乘，則需要出站，同時會被當作兩段車程處理。乘客可在本站B或D出入口出站步行前往工业大道南站A出入口。
| 公交 \| 编号 \| 编号 \| 线路 \| 线路 \| 线路 \| 收费 \| 备注 \| \| ---- \| ---- \| ---------------------------- \| ---- \| -------------------- \| ---- \| ------------------ \| \| \| 9 \| 中山八路 \| ⇆ \| 沥滘 \| 2元 \| 经内环路、工业大道 \| \| \| 59 \| 广州火车东站 \| ⇆ \| 沥滘 \| 2元 \| \| \| \| 75 \| 侨诚花园 \| ⇆ \| 芳信路（郭村小区） \| 2元 \| \| \| \| 79 \| 洛溪新城（五湖四海渔人码头） \| ⇆ \| 东沙（健康港） \| 2元 \| \| \| \| 180 \| 解放北路（应元路口） \| ⇆ \| 南洲路（小洲南路口） \| 2元 \| \| \| \| 221 \| 锦城花园（东风东） \| ⇆ \| 沥滘 \| 2元 \| \| \| \| 230 \| 南边路 \| ⇆ \| 华工大 \| 3元 \| 使用双层巴士运营 \| \| \| 288 \| 祈福新邨 \| ⇆ \| 西华路尾 \| 3元 \| \| \| \| 303 \| 番禺市桥汽车站 \| ⇆ \| 太古仓路 \| 3元 \| \| \| \| 309 \| 大石地铁站 \| ⇆ \| 滘口客运站 \| 3元 \| \| \| \| 546 \| 南洲花园 \| ⇆ \| 机场路 \| 3元 \| \| \| \| 761 \| 侨诚花园 \| ⇆ \| 赤沙（广东财经大学） \| 2元 \| \| \| \| 夜24 \| 白云山制药厂 \| ⇆ \| 紙廠橫馬路 \| 4元 \| 836路附属线路 \| \| \| 夜55 \| 广州火车站（草暖公园） \| ⇆ \| 小洲村口 \| 4元 \| \| |      |                              |      |                      |      |                    |
| 编号 | 编号 | 线路                         | 线路 | 线路                 | 收费 | 备注               |
| | 9    | 中山八路                     | ⇆    | 沥滘                 | 2元  | 经内环路、工业大道 |
| | 59   | 广州火车东站                 | ⇆    | 沥滘                 | 2元  |                    |
| | 75   | 侨诚花园                     | ⇆    | 芳信路（郭村小区）   | 2元  |                    |
| | 79   | 洛溪新城（五湖四海渔人码头） | ⇆    | 东沙（健康港）       | 2元  |                    |
| | 180  | 解放北路（应元路口）         | ⇆    | 南洲路（小洲南路口） | 2元  |                    |
| | 221  | 锦城花园（东风东）           | ⇆    | 沥滘                 | 2元  |                    |
| | 230  | 南边路                       | ⇆    | 华工大               | 3元  | 使用双层巴士运营   |
| | 288  | 祈福新邨                     | ⇆    | 西华路尾             | 3元  |                    |
| | 303  | 番禺市桥汽车站               | ⇆    | 太古仓路             | 3元  |                    |
| | 309  | 大石地铁站                   | ⇆    | 滘口客运站           | 3元  |                    |
| | 546  | 南洲花园                     | ⇆    | 机场路               | 3元  |                    |
| | 761  | 侨诚花园                     | ⇆    | 赤沙（广东财经大学） | 2元  |                    |
| | 夜24 | 白云山制药厂                 | ⇆    | 紙廠橫馬路           | 4元  | 836路附属线路      |
| | 夜55 | 广州火车站（草暖公园）       | ⇆    | 小洲村口             | 4元  |                    |

## 历史
本站在1997年的《廣州市城市快速軌道交通線網規劃研究（最終報告）》中，以當時的4號線工業大道站出现，後來於2003年方案中成為現有廣佛地鐵廣州段的一部分。
本站于2009年8月开始动工建设。同年12月，本站工地因地基沉降造成水管爆裂，影响附近上万户居民供水。2011年，车站完成主体结构施工。随后，施工方开始围蔽工业大道南部份路段以建设3、4号出入口，但因土地权属问题复杂，直到2013年8月才开工，期间因超期施工被当局通报批评。地下土建工程完工后，受终点沥滘站工程延误影响而无法同西塱至燕岗段车站在2015年一同启用，车站外仍围蔽了一段时间。
随着瀝滘站完成建设，本站至沥滘站的轨行区于2018年9月23日移交运营调试；同年12月28日首班车起，本站随广佛地铁燕崗至瀝滘段开通而启用。
2022年末疫情期间，本站曾受防控措施影响于11月5日9时至11月30日下午暂停服务；期间为服务成人高考等考试考生，5日及6日的早上9时前仍维持正常服务。

## 未來發展
广州地铁10号线将在本站以东设工业大道南站，10号线建设时已预留接口，留待未來增建換乘通道實現付費區內換乘。